# أبو النجيب السهروردي
أبو النجيب السهروردي (490 - 563 هـ / 1097 - 1168 م) هو فقيه شافعي ومتصوف، وهو عبد القاهر بن عبد الله بن محمد بن عمويه بن سعد البكري الصديقي، أبو النجيب السهروردي. لقبه ضياء الدين السهروردي وكنيته أبو النجيب، ولد بسهرورد وهي بلدة قريبة من زنجان ثم بيت المقدس ثم سكن بغداد وبها وفاته. من آثاره «آداب المريدين» و«شرح الأسماء الحسنى» و«غريب المصابيح». توفي سنة 563 هـ

## أخباره
أبو النجيب السهروردي كان فقيهاً صوفياً، وكان يدرس الحديث في بغداد في المدرسة النظامية وبنى رباطاً على الشط من الجانب الغربي ببغداد يرجع نسبه إلى أبو بكر الصديق. وبلغ مبلغاً من العلم حتى لقب بمفتي العراقيين وقدوة الفريقين.
وقال السخاوي: ذكر صاحب كتاب محاسن الأبرار قال:
| أبو النجيب السهروردي | مررت مرة مع الأستاذ أبي النجيب السهروردي بسوق السلطان ببغداد فنظر إلى شاة مسلوخة معلقة عند جزار فوقف وقال : أن هذه الشاة تقول لي : إنها ميتة ، فغشى على الجزار وتاب على يديه بعد أن اعترف بما جرى منه . وقال : مررت معه مرة على جسر فرأى رجلاً يحمل فاكهة فقال له : بعني هذه ، قال : ولما . قال : لأنها تقول لي : أنقذني من هذا الرجل فأنه أشتراني ليشرب علي الخمر فاغمى على الرجل وسقط على وجهه وأتى إلى وتاب على يده ، وقال : والله ما علم بحالتي التي أخبر بها سوى الله تعالى. | أبو النجيب السهروردي |

## مؤلفاته
- أدب المريد في التصوف والأخلاق
- مختصر مشكاة المصابيح للبغوي
- ومصنف في طبقات الشافعية

## روابط خارجية
- أبو النجيب السهروردي على موقع الموسوعة البريطانية (الإنجليزية)